# Ralik-kæden
Ralik-kæden (marshallesisk: Rālik) er en ø-kæde i ø-nationen Marshalløerne. Ralik betyder "solnedgang". Den ligger vest for Rakat-kæden. I 1999 var indbyggertallet af Ralik-øerne 19.915. Christopher Loeak, der blev præsident for Marshalløerne i 2012, var tidligere minister for Ralik-kæden.

## Øer
Listen over atoller og isolerede øer i kæden inkluderer:
- Ailinginae
- Ailinglaplap
- Bikini
- Ebon
- Enewetak
- Jabat Island
- Jaluit
- Kili Island
- Kwajalein
- Lae
- Lib Island
- Namdrik
- Namu
- Rongdrik
- Rongelap
- Ujae
- Ujelang
- Wotho

8°N 167°Ø / 8°N 167°Ø